# 1. SC Znojmo FK
1. SC Znojmo FK je český fotbalový klub, který sídlí v moravském městě Znojmo v Jihomoravském kraji. Založen byl v roce 1953 pod názvem Rudá hvězda Znojmo a patřil tak zpočátku pod ministerstvo vnitra. Přezdívkou bylo v té době pro znojemské označení „Erháčka“ V sezóně 2012/13 poprvé v historii postoupil do 1. české ligy, kde odehrál jen jeden ročník a poté sestoupil zpět do druhé ligy. Od sezony 2019/20 hraje třetí nejvyšší soutěž, tedy MSFL.
Své domácí zápasy odehrává na Městském stadionu v Horním parku, který má kapacitu 2 599 diváků. Mezi největší hvězdy klubu patří bývalý fotbalista a kuchař Zdenek Vrba a odchovanec brněnské kopané Tomáš Okleštěk.

## Historie
Historie klubu je úzce spojena s dvěma kluby RH Znojmo a FC Znojmo. RH Znojmo byla založena v roce 1953, po devíti letech se probojovala třetí nejvyšší soutěže, kterou tehdy byl Jihomoravský krajský přebor. K jasnému vítězství (druhý TJ Baník Zbýšov docílil o 8 bodů méně) v jedné ze skupin I. A třídy Jihomoravského kraje v sezoně 1961/62 přispěl 22 brankami nejlepší střelec mužstva Jaroslav Slušný. Ve své první sezóně v krajském přeboru (1962/63) skončila Rudá Hvězda Znojmo na 4. místě. Toto umístění Znojmo zopakovalo i v následující sezóně a v ročníku 1964/65 vyhrálo Jihomoravský krajský přebor se ziskem 35 bodů. Po této odehrané sezóně došlo k reorganizaci fotbalových soutěží. Nová struktura zahrnovala I.ligu, dvě skupiny II.ligy a šest skupin divizí. Všechny soutěže měly po 14 účastnících. RH Znojmo bylo zařazeno do Divize D. V sezóně 1965/66 obsadilo Znojmo v divizi D 9. příčku, ale o rok později skončilo se ziskem 18 bodů na 13. místě a sestoupilo do krajského přeboru. Do divize se Znojmo ihned vrátilo a v sezóně 1968/69 obsadilo 12. místo.
V roce 1969 došlo k přejmenování klubu na TJ RH Znojmo. V sezoně 1971/72 mužstvo opět sestoupilo z divize a vrátilo se do ní až v sezóně 1987/88, kdy ji vyhrálo s devítibodovým náskokem na druhou Jiskru Kyjov a postoupilo do II. ČNFL (České národní fotbalové ligy). Ve své první sezóně ve druhé národní lize skončilo Znojmo na 7. místě, v následujícím ročníku to byla již 3. příčka jen s pětibodovou ztrátou na postupující Drnovice.
V roce 1989 se TJ RH Znojmo sloučilo s klubem TJ Sokol Práče a v roce 1990 se klub přejmenoval na SKP (Sportovní klub Policie) Znojmo-Práče. V sezóně 1990/91 bojovali o postup do Českomoravské fotbalové ligy (druhá nejvyšší soutěž) Znojmo a Třinec. Znojmo nakonec získalo 46 bodů a obsadilo 2. místo, pouze dva body za prvním Třincem. Postup do druhé nejvyšší soutěže se Znojmu podařil o rok později, kdy získalo 42 bodů a s pětibodovým náskokem před Frýdkem-Místkem vyhrálo Moravskoslezskou fotbalovou ligu. V roce 1992 došlo k další změně názvu a to na SKPP (Sportovní klub pohraniční policie) Znojmo-Práče. Druhou ligu hrálo Znojmo jen dva roky, v ročníku 1992/93 skončilo na 11. místě, ale v následující sezóně získalo Znojmo pouhých 16 bodů, což znamenalo 16. místo a sestup do MSFL.
V roce 1994 klub opět mění svůj název, a to na VTJ Znojmo-Rapotice. Tento název vydržel jen rok a změnil se na VTJ Znojmo. V MSFL patřilo Znojmo k týmům, které se umísťovaly ve středu tabulky, postupně obsadilo 8., 7. a 6. místo. Ale v ročníku 1997/98 skončilo na posledním 16. místě a sestoupilo do Divize D. Znojmu se ani v divizi moc nedařilo, v sezóně 1998/99 obsadilo 9. místo, ale v ročníku 1999/00 skončilo Znojmo na 14. místě, které stačilo k záchraně v divizi. To bylo již pod novým názvem, který zněl Fotbal Znojmo. Po této nepovedené sezóně šel fotbal ve Znojmě opět nahoru, nejprve se Znojmo umístilo na 3. místě a v sezóně 2001/02 se ziskem 66 bodů vyhrálo Divizi D a vrátilo se tak po čtyřech letech strávených v divizi do MSFL.
Do Moravskoslezské fotbalové ligy vstoupilo Znojmo již pod svým nynějším názvem 1. SC Znojmo. De facto vznikl nový klub, protože vznikl sloučením s FC Znojmo. V ročníku 2002/03 obsadilo Znojmo solidní 7. místo. V následujících dvou sezónách skončilo vždy na 11. příčce. V krátké novodobé historii sjednoceného klubu dosáhl úspěchů v sezonách 2007/08 a hned následující 2008/09, kdy až do poslední chvíle bojoval o postup do 2. ligy, který mu nakonec o bod utekl. Co se nepodařilo v těchto sezonách, se už suverénně povedlo v sezoně 2009/10, kdy se probojoval do 2. ligy, čímž dosáhl na největší úspěch ve sjednocené historii klubu a po 17 letech vrátil město Znojmo na druholigovou mapu.
Do sezony 2011/12 vstoupil klub s novou identitou 1. SC Znojmo fotbalový klub a.s. V sezoně 2012/13 tým načal třetí druholigovou sezonu v řadě, v historii znojemské kopané pak už pátou. Navíc senzační sezonou dosáhl velkého úspěchu - klub postoupil jako vítěz Fotbalové národní ligy 2012/13 do nejvyšší české soutěže - Gambrinus ligy sezóny 2013/14. Jelikož domácí stadion v Husových sadech nesplňoval podmínky pro první ligu, znojemští byli nuceni hrát svá domácí utkání v Brně na Srbské. Městské zastupitelstvo Znojma rozhodlo o rekonstrukci stadionu. V původním plánu bylo stihnout rekonstrukci do začátku jarní části sezony 2013/14, což se nepodařilo. Prvoligový tým tak musel pokračovat v brněnském azylu. Znojmo nakonec neudrželo prvoligovou příslušnost a sestoupilo po roce zpět do 2. ligy, ačkoli mělo ještě v posledním kole jistou šanci sestup odvrátit. V sezóně 2018/19 Znojmo neudrželo příslušnost k druhé lize a sestoupilo do 3. nejvyšší soutěže, tedy MSFL. V červnu 2022 se Znojmo stalo středem mediální pozornosti, když fotbaloví chuligáni Okurkáři způsobili obrovskou ostudu při zápase v Uherském Brodě, kde se mlátili jak s domácími, tak i s policií.

## Historické názvy
Zdroj:
- 1953 – Rudá hvězda Znojmo (Rudá hvězda Znojmo)
- 1957 – fúze s TJ Jiskra Znojmo ⇒ název nezměněn
- 1969 – TJ Rudá hvězda Znojmo (Tělovýchovná jednota Rudá hvězda Znojmo)
- 1989 – fúze s TJ Sokol Práče ⇒ TJ Rudá hvězda Znojmo-Práče (Tělovýchovná jednota Rudá hvězda Znojmo-Práče)
- 1990 – SKP Znojmo-Práče (Sportovní klub policie Znojmo-Práče)
- 1992 – SKP Znojmo (Sportovní klub policie Znojmo)
- 1993 – SKPP Znojmo (Sportovní klub pohraniční policie Znojmo)
- 1994 – fúze s TJ Sokol Rapotice ⇒ VTJ Znojmo-Rapotice (Vojenská tělovýchovná jednota Znojmo-Rapotice)
- 1995 – VTJ Znojmo (Vojenská tělovýchovná jednota Znojmo)
- 1999 – Fotbal Znojmo
- 2001 – fúze s FC Znojmo ⇒ 1. SC Znojmo FK (1. Sport Club Znojmo fotbalový klub)

## Umístění v jednotlivých sezonách
Stručný přehled
Zdroj:
- 1957–1958: I. B třída Brněnského kraje – sk. A
- 1958–1960: I. A třída Brněnského kraje
- 1960–1961: I. třída Jihomoravského kraje – sk. B
- 1961–1962: I. třída Jihomoravského kraje – sk. A
- 1962–1965: Jihomoravský krajský přebor
- 1965–1967: Divize D
- 1967–1968: Jihomoravský oblastní přebor
- 1968–1970: Divize D
- 1970–1971: Jihomoravský župní přebor
- 1971–1972: Divize D
- 1972–1978: Jihomoravský krajský přebor
- 1978–1979: I. A třída Jihomoravského kraje – sk. B
- 1979–1982: I. A třída Jihomoravského kraje – sk. A
- 1982–1983: Jihomoravský krajský přebor
- 1983–1986: Jihomoravský krajský přebor – sk. A
- 1986–1987: Jihomoravský krajský přebor
- 1987–1988: Divize D
- 1988–1991: 2. ČNFL – sk. B
- 1991–1992: Moravskoslezská fotbalová liga
- 1992–1993: Českomoravská fotbalová liga
- 1993–1994: 2. liga
- 1994–1998: Moravskoslezská fotbalová liga
- 1998–2002: Divize D
- 2002–2010: Moravskoslezská fotbalová liga
- 2010–2011: 2. liga
- 2012–2013: Fotbalová národní liga
- 2013–2014: 1. liga
- 2014–2019: Fotbalová národní liga
- 2019–2025: Moravskoslezská fotbalová liga
- 2025–: Divize D

Jednotlivé ročníky
Zdroj:
Legenda: Z – zápasy, V – výhry, R – remízy, P – porážky, VG – vstřelené góly, OG – obdržené góly, +/− – rozdíl skóre, B – body, červené podbarvení – sestup, zelené podbarvení – postup, fialové podbarvení – reorganizace, změna skupiny či soutěže
| Československo (1957 – 1993) |                                         |        |    |     |     |     |     |     |     |    |        |
| Sezóna                       | Liga                                    | Úroveň | Z  | V   | R   | P   | VG  | OG  | +/− | B  | Pozice |
| 1957/58                      | I. B třída Brněnského kraje – sk. A     | 5      | 33 | 21  | 6   | 6   | 104 | 44  | +60 | 48 | 1.     |
| 1958/59                      | I. A třída Brněnského kraje             | 4      | 22 | 9   | 4   | 9   | 43  | 37  | +6  | 22 | 6.     |
| 1959/60                      | I. A třída Brněnského kraje             | 4      | 22 | 13  | 2   | 7   | 70  | 36  | +34 | 28 | 4.     |
| 1960/61                      | I. třída Jihomoravského kraje – sk. B   | 4      | 26 | 15  | 4   | 7   | 68  | 43  | +25 | 34 | 3.     |
| 1961/62                      | I. třída Jihomoravského kraje – sk. A   | 4      | 26 | 22  | 2   | 2   | 118 | 26  | +92 | 46 | 1.     |
| 1962/63                      | Jihomoravský krajský přebor             | 3      | 26 | 12  | 6   | 8   | 75  | 41  | +34 | 30 | 4.     |
| 1963/64                      | Jihomoravský krajský přebor             | 3      | 26 | 12  | 4   | 10  | 62  | 45  | +17 | 28 | 4.     |
| 1964/65                      | Jihomoravský krajský přebor             | 3      | 26 | 14  | 7   | 5   | 49  | 28  | +21 | 35 | 1.     |
| 1965/66                      | Divize D                                | 3      | 26 | 9   | 7   | 10  | 47  | 37  | +10 | 25 | 9.     |
| 1966/67                      | Divize D                                | 3      | 26 | 7   | 4   | 15  | 39  | 52  | −13 | 18 | 13.    |
| 1967/68                      | Jihomoravský oblastní přebor            | 4      | 26 | 17  | 2   | 7   | 58  | 26  | +32 | 36 | 1.     |
| 1968/69                      | Divize D                                | 3      | 26 | 8   | 3   | 15  | 28  | 50  | −22 | 19 | 12.    |
| 1969/70                      | Divize D                                | 4      | 30 | 8   | 8   | 14  | 38  | 53  | −15 | 24 | 15.    |
| 1970/71                      | Jihomoravský župní přebor               | 5      | 26 | 18  | 7   | 1   | 45  | 12  | +33 | 43 | 1.     |
| 1971/72                      | Divize D                                | 4      | 30 | 10  | 3   | 17  | 28  | 66  | −38 | 23 | 13.    |
| 1972/73                      | Jihomoravský krajský přebor             | 5      | 30 | 11  | 7   | 12  | 43  | 40  | +3  | 29 | 10.    |
| 1973/74                      | Jihomoravský krajský přebor             | 5      | 30 | 9   | 5   | 16  | 40  | 52  | −12 | 23 | 13.    |
| 1974/75                      | Jihomoravský krajský přebor             | 5      | 30 | 11  | 9   | 10  | 44  | 34  | +10 | 31 | 7.     |
| 1975/76                      | Jihomoravský krajský přebor             | 5      | 30 | 11  | 7   | 12  | 36  | 34  | +2  | 29 | 11.    |
| 1976/77                      | Jihomoravský krajský přebor             | 5      | 30 | 11  | 7   | 12  | 33  | 44  | −11 | 29 | 8.     |
| 1977/78                      | Jihomoravský krajský přebor             | 4      | 30 | 9   | 7   | 14  | 40  | 52  | −12 | 25 | 14.    |
| 1978/79                      | I. A třída Jihomoravského kraje – sk. B | 5      | 26 | ... | ... | ... | ... | ... | ... |    |        |
| 1979/80                      | I. A třída Jihomoravského kraje – sk. A | 5      | 30 | 14  | 8   | 8   | 41  | 25  | +16 | 36 | 4.     |
| 1980/81                      | I. A třída Jihomoravského kraje – sk. A | 5      | 30 | 12  | 10  | 8   | 44  | 43  | +1  | 34 | 5.     |
| 1981/82                      | I. A třída Jihomoravského kraje – sk. A | 6      | 30 | 18  | 9   | 3   | 73  | 26  | +47 | 45 | 1.     |
| 1982/83                      | Jihomoravský krajský přebor             | 5      | 30 | 18  | 4   | 8   | 58  | 34  | +24 | 40 | 4.     |
| 1983/84                      | Jihomoravský krajský přebor – sk. A     | 5      | 26 | 12  | 6   | 8   | 36  | 30  | +6  | 30 | 4.     |
| 1984/85                      | Jihomoravský krajský přebor – sk. A     | 5      | 26 | 9   | 8   | 9   | 33  | 32  | +1  | 26 | 9.     |
| 1985/86                      | Jihomoravský krajský přebor – sk. A     | 5      | 26 | 16  | 3   | 7   | 70  | 33  | +37 | 35 | 3.     |
| 1986/87                      | Jihomoravský krajský přebor             | 5      | 26 | 18  | 6   | 2   | 56  | 23  | +33 | 42 | 1.     |
| 1987/88                      | Divize D                                | 4      | 30 | 20  | 8   | 2   | 65  | 25  | +40 | 48 | 1.     |
| 1988/89                      | II. ČNFL – sk. B                        | 3      | 30 | 10  | 9   | 11  | 40  | 37  | +3  | 29 | 7.     |
| 1989/90                      | II. ČNFL – sk. B                        | 3      | 30 | 16  | 4   | 10  | 41  | 37  | +4  | 36 | 3.     |
| 1990/91                      | II. ČNFL – sk. B                        | 3      | 30 | 20  | 6   | 4   | 65  | 27  | +38 | 46 | 2.     |
| 1991/92                      | Moravskoslezská fotbalová liga          | 3      | 30 | 17  | 8   | 5   | 69  | 24  | +45 | 42 | 1.     |
| 1992/93                      | Českomoravská fotbalová liga            | 2      | 30 | 8   | 8   | 14  | 29  | 46  | −17 | 24 | 11.    |
| Česko (1993 – )              |                                         |        |    |     |     |     |     |     |     |    |        |
| Sezóna                       | Liga                                    | Úroveň | Z  | V   | R   | P   | VG  | OG  | +/− | B  | Pozice |
| 1993/94                      | II. liga                                | 2      | 30 | 3   | 10  | 17  | 26  | 47  | −21 | 16 | 16.    |
| 1994/95                      | Moravskoslezská fotbalová liga          | 3      | 30 | 10  | 9   | 11  | 41  | 36  | +5  | 39 | 8.     |
| 1995/96                      | Moravskoslezská fotbalová liga          | 3      | 28 | 11  | 7   | 10  | 42  | 46  | −4  | 40 | 7.     |
| 1996/97                      | Moravskoslezská fotbalová liga          | 3      | 28 | 12  | 6   | 10  | 42  | 36  | +6  | 42 | 6.     |
| 1997/98                      | Moravskoslezská fotbalová liga          | 3      | 30 | 4   | 6   | 20  | 28  | 75  | −47 | 18 | 16.    |
| 1998/99                      | Divize D                                | 4      | 30 | 11  | 6   | 13  | 33  | 44  | −11 | 39 | 9.     |
| 1999/00                      | Divize D                                | 4      | 30 | 8   | 8   | 14  | 36  | 43  | −7  | 32 | 14.    |
| 2000/01                      | Divize D                                | 4      | 30 | 19  | 5   | 6   | 57  | 34  | +23 | 62 | 3.     |
| 2001/02                      | Divize D                                | 4      | 30 | 20  | 6   | 4   | 59  | 27  | +32 | 66 | 1.     |
| 2002/03                      | Moravskoslezská fotbalová liga          | 3      | 30 | 13  | 4   | 13  | 43  | 40  | +3  | 43 | 7.     |
| 2003/04                      | Moravskoslezská fotbalová liga          | 3      | 30 | 9   | 7   | 14  | 47  | 54  | −7  | 24 | 11.    |
| 2004/05                      | Moravskoslezská fotbalová liga          | 3      | 30 | 9   | 11  | 10  | 39  | 42  | −3  | 38 | 3.     |
| 2005/06                      | Moravskoslezská fotbalová liga          | 3      | 30 | 11  | 10  | 9   | 47  | 36  | +11 | 43 | 7.     |
| 2006/07                      | Moravskoslezská fotbalová liga          | 3      | 30 | 12  | 2   | 16  | 40  | 49  | −9  | 38 | 11.    |
| 2007/08                      | Moravskoslezská fotbalová liga          | 3      | 30 | 18  | 6   | 6   | 57  | 35  | +22 | 60 | 2.     |
| 2008/09                      | Moravskoslezská fotbalová liga          | 3      | 30 | 17  | 8   | 5   | 54  | 30  | +24 | 59 | 2.     |
| 2009/10                      | Moravskoslezská fotbalová liga          | 3      | 28 | 18  | 5   | 5   | 52  | 23  | +29 | 59 | 1.     |
| 2010/11                      | II. liga                                | 2      | 30 | 10  | 6   | 14  | 30  | 40  | −10 | 36 | 14.    |
| 2011/12                      | II. liga                                | 2      | 30 | 8   | 10  | 12  | 28  | 35  | −7  | 34 | 12.    |
| 2012/13                      | Fotbalová národní liga                  | 2      | 30 | 17  | 7   | 6   | 45  | 24  | +21 | 58 | 1.     |
| 2013/14                      | Gambrinus liga                          | 1      | 30 | 6   | 9   | 15  | 32  | 49  | −17 | 27 | 16.    |
| 2014/15                      | Fotbalová národní liga                  | 2      | 30 | 11  | 5   | 14  | 37  | 43  | −6  | 38 | 11.    |
| 2015/16                      | Fotbalová národní liga                  | 2      | 28 | 17  | 5   | 6   | 62  | 33  | +29 | 56 | 3.     |
| 2016/17                      | Fotbalová národní liga                  | 2      | 30 | 11  | 8   | 11  | 49  | 47  | +2  | 46 | 6.     |
| 2017/18                      | Fotbalová národní liga                  | 2      | 30 | 10  | 7   | 13  | 36  | 49  | −13 | 37 | 9.     |
| 2018/19                      | Fotbalová národní liga                  | 2      | 30 | 6   | 7   | 17  | 37  | 53  | -16 | 25 | 16.    |
| ** 2019/20                   | Moravskoslezská fotbalová liga          | 3      | 18 | 5   | 5   | 8   | 17  | 32  | –15 | 20 | 13.    |
| ** 2020/21                   | Moravskoslezská fotbalová liga          | 3      | 11 | 3   | 1   | 7   | 16  | 24  | –8  | 10 | 16.    |
| 2021/22                      | Moravskoslezská fotbalová liga          | 3      | 32 | 11  | 5   | 16  | 62  | 74  | -12 | 38 | 10.    |
| 2022/23                      | Moravskoslezská fotbalová liga          | 3      | 34 | 11  | 8   | 15  | 43  | 67  | -24 | 41 | 12.    |
| 2023/24                      | Moravskoslezská fotbalová liga          | 3      | 34 | 17  | 8   | 9   | 60  | 42  | +18 | 59 | 4.     |
| 2024/25                      | Moravskoslezská fotbalová liga          | 3      | 34 | 4   | 6   | 25  | 26  | 87  | -61 | 18 | 18.    |

**= sezona předčasně ukončena z důvodu pandemie covidu-19

## 1. SC Znojmo „B“
1. SC Znojmo „B“ byl rezervním týmem Znojma, který hrál naposled v Přeboru Jihomoravského kraje (5. nejvyšší soutěž) v ročníku 2010/11.

### Umístění v jednotlivých sezonách
Stručný přehled
Zdroj:
- 1961–1962: I. třída Jihomoravského kraje – sk. B
- 1962–1963: Okresní přebor Znojemska
- 1963–1964: I. B třída Jihomoravského kraje – sk. B
- 1964–1965: I. A třída Jihomoravského kraje – sk. A
- 1965–1966: I. A třída Jihomoravské oblasti – sk. A
- 1966–1967: Jihomoravský oblastní přebor
- 1967–1968: I. A třída Jihomoravské oblasti – sk. A
- 1977–1979: I. A třída Jihomoravského kraje – sk. A
- 1988–1989: I. A třída Jihomoravského kraje – sk. A
- 1989–1991: Jihomoravský krajský přebor
- 1991–1993: Jihomoravský župní přebor
- 1993–1994: bez soutěže
- 1994–1995: I. B třída Jihomoravské župy – sk. A
- 1995–1997: I. A třída Jihomoravské župy – sk. B
- 1997–1998: I. A třída Jihomoravské župy – sk. A
- 1998–1999: I. B třída Jihomoravské župy – sk. B
- 1999–2001: bez soutěže
- 2001–2002: I. B třída Jihomoravské župy – sk. D
- 2002–2004: I. B třída Jihomoravského kraje – sk. B
- 2004–2009: I. A třída Jihomoravského kraje – sk. A
- 2009–2011: Přebor Jihomoravského kraje

Jednotlivé ročníky
Zdroj:
| Československo (1961 – 1993) |                                              |                                              |                                              |                                              |                                              |                                              |                                              |                                              |                                              |                                              |                                              |
| Sezóny                       | Liga                                         | Úroveň                                       | Z                                            | V                                            | R                                            | P                                            | VG                                           | OG                                           | +/−                                          | B                                            | Pozice                                       |
| 1961/62                      | I. třída Jihomoravského kraje – sk. B        | 4                                            | 26                                           | 9                                            | 3                                            | 14                                           | 54                                           | 59                                           | −5                                           | 21                                           | 12.                                          |
| 1962/63                      | Okresní přebor Znojemska                     | 5                                            | 22                                           | ...                                          | ...                                          | ...                                          | ...                                          | ...                                          | ...                                          |                                              | 1.                                           |
| 1963/64                      | I. B třída Jihomoravského kraje – sk. B      | 5                                            | 22                                           | 17                                           | 2                                            | 3                                            | 77                                           | 31                                           | +46                                          | 36                                           | 1.                                           |
| 1964/65                      | I. A třída Jihomoravského kraje – sk. A      | 4                                            | 26                                           | 10                                           | 3                                            | 13                                           | 54                                           | 61                                           | −7                                           | 23                                           | 10.                                          |
| 1965/66                      | I. A třída Jihomoravské oblasti – sk. A      | 5                                            | 26                                           | 16                                           | 5                                            | 5                                            | 55                                           | 29                                           | +24                                          | 37                                           | 1.                                           |
| 1966/67                      | Jihomoravský oblastní přebor                 | 4                                            | 26                                           | 7                                            | 7                                            | 12                                           | 36                                           | 46                                           | −10                                          | 21                                           | 11.                                          |
| 1967/68                      | I. A třída Jihomoravské oblasti – sk. A      | 5                                            | 26                                           | 7                                            | 6                                            | 13                                           | 34                                           | 53                                           | −19                                          | 20                                           | 13.                                          |
| ...                          |                                              |                                              |                                              |                                              |                                              |                                              |                                              |                                              |                                              |                                              |                                              |
| 1977/78                      | I. A třída Jihomoravského kraje – sk. A      | 5                                            | 26                                           | 9                                            | 6                                            | 11                                           | 30                                           | 33                                           | −3                                           | 24                                           | 9.                                           |
| 1978/79                      | I. A třída Jihomoravského kraje – sk. A      | 5                                            | 26                                           | 1                                            | 3                                            | 22                                           | 27                                           | 87                                           | −60                                          | 5                                            | 14.                                          |
| ...                          |                                              |                                              |                                              |                                              |                                              |                                              |                                              |                                              |                                              |                                              |                                              |
| 1988/89                      | I. A třída Jihomoravského kraje – sk. A      | 6                                            | 26                                           | ...                                          | ...                                          | ...                                          | ...                                          | ...                                          | ...                                          |                                              | 1.                                           |
| 1989/90                      | Jihomoravský krajský přebor                  | 5                                            | 26                                           | 10                                           | 5                                            | 11                                           | 33                                           | 33                                           | 0                                            | 25                                           | 8.                                           |
| 1990/91                      | Jihomoravský krajský přebor                  | 5                                            | 30                                           | 11                                           | 8                                            | 11                                           | 44                                           | 54                                           | −10                                          | 30                                           | 11.                                          |
| 1991/92                      | Jihomoravský župní přebor                    | 5                                            | 26                                           | 10                                           | 7                                            | 9                                            | 46                                           | 40                                           | +6                                           | 27                                           | 8.                                           |
| 1992/93                      | Jihomoravský župní přebor                    | 5                                            | 26                                           | 15                                           | 6                                            | 5                                            | 41                                           | 23                                           | +18                                          | 36                                           | 2.                                           |
| Česko (1993 – 2011)          |                                              |                                              |                                              |                                              |                                              |                                              |                                              |                                              |                                              |                                              |                                              |
| Sezóna                       | Liga                                         | Úroveň                                       | Z                                            | V                                            | R                                            | P                                            | VG                                           | OG                                           | +/−                                          | B                                            | Pozice                                       |
| 1993/94                      | B-mužstvo nebylo v tomto ročníku přihlášeno. | B-mužstvo nebylo v tomto ročníku přihlášeno. | B-mužstvo nebylo v tomto ročníku přihlášeno. | B-mužstvo nebylo v tomto ročníku přihlášeno. | B-mužstvo nebylo v tomto ročníku přihlášeno. | B-mužstvo nebylo v tomto ročníku přihlášeno. | B-mužstvo nebylo v tomto ročníku přihlášeno. | B-mužstvo nebylo v tomto ročníku přihlášeno. | B-mužstvo nebylo v tomto ročníku přihlášeno. | B-mužstvo nebylo v tomto ročníku přihlášeno. | B-mužstvo nebylo v tomto ročníku přihlášeno. |
| 1994/95                      | I. B třída Jihomoravské župy – sk. A         | 7                                            | 26                                           | 15                                           | 6                                            | 5                                            | 52                                           | 24                                           | +28                                          | 51                                           | 1.                                           |
| 1995/96                      | I. A třída Jihomoravské župy – sk. B         | 6                                            | 26                                           | 5                                            | 10                                           | 11                                           | 29                                           | 41                                           | −12                                          | 25                                           | 12.                                          |
| 1996/97                      | I. A třída Jihomoravské župy – sk. B         | 6                                            | 26                                           | 8                                            | 3                                            | 15                                           | 41                                           | 62                                           | −21                                          | 27                                           | 12.                                          |
| 1997/98                      | I. A třída Jihomoravské župy – sk. A         | 6                                            | 26                                           | 3                                            | 2                                            | 21                                           | 16                                           | 88                                           | −76                                          | 11                                           | 14.                                          |
| 1998/99                      | I. B třída Jihomoravské župy – sk. B         | 7                                            | 26                                           | 4                                            | 0                                            | 22                                           | 22                                           | 75                                           | −53                                          | 12                                           | 14.                                          |
| 1999–2001                    | B-mužstvo nebylo přihlášeno v žádné soutěži. | B-mužstvo nebylo přihlášeno v žádné soutěži. | B-mužstvo nebylo přihlášeno v žádné soutěži. | B-mužstvo nebylo přihlášeno v žádné soutěži. | B-mužstvo nebylo přihlášeno v žádné soutěži. | B-mužstvo nebylo přihlášeno v žádné soutěži. | B-mužstvo nebylo přihlášeno v žádné soutěži. | B-mužstvo nebylo přihlášeno v žádné soutěži. | B-mužstvo nebylo přihlášeno v žádné soutěži. | B-mužstvo nebylo přihlášeno v žádné soutěži. | B-mužstvo nebylo přihlášeno v žádné soutěži. |
| 2001/02                      | I. B třída Jihomoravské župy – sk. D         | 7                                            | 26                                           | 11                                           | 4                                            | 11                                           | 51                                           | 42                                           | +9                                           | 37                                           | 5.                                           |
| 2002/03                      | I. B třída Jihomoravského kraje – sk. B      | 7                                            | 26                                           | 20                                           | 3                                            | 3                                            | 88                                           | 21                                           | +67                                          | 63                                           | 2.                                           |
| 2003/04                      | I. B třída Jihomoravského kraje – sk. B      | 7                                            | 26                                           | 19                                           | 5                                            | 2                                            | 93                                           | 23                                           | +70                                          | 62                                           | 1.                                           |
| 2004/05                      | I. A třída Jihomoravského kraje – sk. A      | 6                                            | 26                                           | 7                                            | 7                                            | 12                                           | 31                                           | 39                                           | −8                                           | 28                                           | 11.                                          |
| 2005/06                      | I. A třída Jihomoravského kraje – sk. A      | 6                                            | 26                                           | 8                                            | 5                                            | 13                                           | 47                                           | 68                                           | −21                                          | 29                                           | 11.                                          |
| 2006/07                      | I. A třída Jihomoravského kraje – sk. A      | 6                                            | 26                                           | 11                                           | 1                                            | 14                                           | 48                                           | 48                                           | 0                                            | 34                                           | 9.                                           |
| 2007/08                      | I. A třída Jihomoravského kraje – sk. A      | 6                                            | 24                                           | 11                                           | 0                                            | 13                                           | 44                                           | 57                                           | −13                                          | 33                                           | 6.                                           |
| 2008/09                      | I. A třída Jihomoravského kraje – sk. A      | 6                                            | 26                                           | 16                                           | 7                                            | 3                                            | 69                                           | 32                                           | +37                                          | 55                                           | 1.                                           |
| 2009/10                      | Přebor Jihomoravského kraje                  | 5                                            | 30                                           | 13                                           | 3                                            | 14                                           | 63                                           | 52                                           | +11                                          | 42                                           | 9.                                           |
| 2010/11                      | Přebor Jihomoravského kraje                  | 5                                            | 30                                           | 13                                           | 2                                            | 15                                           | 53                                           | 62                                           | −9                                           | 41                                           | 9.                                           |

Poznámky:
- 1966/67: B-mužstvo sestoupilu kvůli pádu A-mužstva do téže soutěže.
- 1990/91: Po sezoně proběhla reorganizace nižších soutěží (mj. zrušení krajů, návrat žup).
- 1992/93: Po sezoně B-mužstvo zaniklo, bylo obnoveno až fúzí s Rapoticemi.

## 1. SC Znojmo „C“
1. SC Znojmo „C“ byl druhým rezervním týmem Znojma, který na začátku 3. tisíciletí odehrál dvě sezony v Okresním přeboru Znojemska (8. nejvyšší soutěž). Zanikl po sezoně 2002/03.

### Umístění v jednotlivých sezonách
Stručný přehled
- 2001–2003: Okresní přebor Znojemska

Jednotlivé ročníky
| Česko (2001 – 2003) |                          |        |    |     |     |     |     |     |     |    |        |
| Sezóna              | Liga                     | Úroveň | Z  | V   | R   | P   | VG  | OG  | +/− | B  | Pozice |
| 2001/02             | Okresní přebor Znojemska | 8      | 26 | ... | ... | ... | ... | ... | ... |    |        |
| 2002/03             | Okresní přebor Znojemska | 8      | 26 | 10  | 7   | 9   | 53  | 54  | −1  | 37 | 4.     |